# マヘル・アブ＝ルミラ
マヘル・アブ＝ルミラ（Maher Abu Rmilah  1983年8月24日- ）は東エルサレム出身のパレスチナの柔道選手。階級は73kg級。身長172cm。得意技は背負投。

## 人物
父親が柔道に取り組んでいた影響で7歳の時に柔道を始めた。現在は父親が経営するスカーフ店で働きながら、東エルサレムにある小さな町道場で朝夕2時間ずつの練習に取り組んでいるという。
2010年には尊敬する柔道家だという井上康生がパレスチナを訪問した際に、アドバイスを受けたこともあった。その後、世界選手権73kg級に出場すると、初戦となる2回戦で香港の選手に優勢勝ちするものの、3回戦ではポルトガルの選手に一本負けを喫した。2011年の世界選手権には出場しなかった。
ロンドンオリンピックの出場選手が決定することになった2012年5月時点の世界ランキングでは、2010年の世界選手権の際に得た20ポイントのみの156位に過ぎなかったものの、大陸枠でオリンピック出場権が付与されることになった。これにより、国際オリンピック委員会の招待を経ずに、競技連盟が定めた選定基準を満たして代表になった初めてのパレスチナ代表オリンピック選手となった(パレスチナの選手は1996年のアトランタオリンピック以降、オリンピックに10名程参加しているが、いずれも招待選手だった)
。
ロンドンオリンピックではパレスチナ選手団の旗手を務めた。試合では初戦となる2回戦でベルギーのディルク・バンティヘルトに腕挫十字固で敗れた。